# امیر غفور
امیر غفور (زادهٔ ۱۶ خرداد ۱۳۷۰ در کاشان)، بازیکن باشگاه شهداب یزد و بازیکن سابق تیم ملی والیبال مردان ایران است.
امیر غفور در کاشان والیبال خود را شروع کرد. پس از طی کردن مراحل پیشرفت سر از تیم ملی جوانان درآورد و در ادامه لیگ به همراه باریج اسانس کاشان درخشش خاصی داشت و به تیم ملی ایران دعوت شد.
او پس از سال‌هایی که در چند باشگاه ایران از جمله پیکان بازی می‌کرد، در سال ۱۳۹۷ به مونزا ایتالیا پیوست و پس از درخششی که در آن تیم و به خصوص در لیگ ملت‌های جهان سال ۲۰۱۹ داشت به پیشنهاد تیم لوبه ایتالیا که قهرمان فصل قبل اروپا بود به آن تیم پیوست .
غفور در مسابقات انتخابی المپیک ۲۰۱۲ از ستارگان تیم ملی بود. وی در مسابقات قهرمانی والیبال آسیا ۲۰۱۳ به عنوان بهترین آبشار زن انتخاب شد و اولین جایزه معتبر خود را در این مسابقات به دست آورد. غفور در والیبال قهرمانی مردان جهان ۲۰۱۴، یکی از ستاره‌های تیم ملی والیبال مردان ایران بود. 